# Несуловиці (Малопольське воєводство)
Несуловиці (пол. Niesułowice) — село в Польщі, у гміні Олькуш Олькуського повіту Малопольського воєводства.
Населення — 555 осіб (2011).
У 1975-1998 роках село належало до Катовицького воєводства.

## Демографія
Демографічна структура станом на 31 березня 2011 року:
|          | Загалом | Допрацездатний вік | Працездатний вік | Постпрацездатний вік |
| -------- | ------- | ------------------ | ---------------- | -------------------- |
| Чоловіки | 265     | 44                 | 186              | 35                   |
| Жінки    | 290     | 38                 | 181              | 71                   |
| Разом    | 555     | 82                 | 367              | 106                  |